# خوان آکوستا
خوان آکوستا (انگلیسی: Juanpi؛ زادهٔ ۲۴ ژانویهٔ ۱۹۹۴) بازیکن فوتبال اهل ونزوئلا است که در سوپر لیگ فوتبال یونان در باشگاه پانتولیکوس در پست هافبک تهاجمی بازی می‌کند.
وی همچنین در تیم‌های ملی فوتبال زیر ۱۷ سال ونزوئلا، زیر ۲۰ سال ونزوئلا، و ونزوئلا بازی کرده‌است.